# Darius (jeu vidéo)
Pour les articles homonymes, voir Darius.
Darius est un jeu vidéo d'arcade développé en 1986 par Taito.

## Système de jeu
Darius est un shoot 'em up à défilement parallaxe horizontal. La borne du jeu possède trois écrans alignés pour former un champ panoramique. Le vaisseau du joueur est équipé de missiles, de bombes et d'un bouclier d'énergie. Des poissons-robots et des crustacés-robots font office de boss en fin de niveau.

## Accueil
Le jeu est l'une des entrées de l'ouvrage Les 1001 jeux vidéo auxquels il faut avoir joué dans sa vie.

## Postérité
Le jeu connaît plusieurs suites dont Darius II sorti en 1989.